# ديرك مولر (سائق سيارة سباق)
ديرك مولر (بالألمانية: Dirk Müller)‏ هو سائق سيارة سباق ألماني، ولد في 18 نوفمبر 1975 في بورباخ في ألمانيا.

## وصلات خارجية
- ديرك مولر على موقع Racing-Reference.info (الإنجليزية)
- ديرك مولر على موقع DriverDB.com (الإنجليزية)